# Guentheridia formosa
Guentheridia formosa, tên thông thường là cá nóc đốm, là loài cá biển duy nhất thuộc chi Guentheridia trong họ Cá nóc. Loài này được mô tả lần đầu tiên vào năm 1870. G. formosa còn có các tên gọi khác là Compère Taché (tiếng Pháp), Tamboril Manchado, Tamborín (tiếng Tây Ban Nha).

## Phân bố và môi trường sống
G. formosa có phạm vi phân bố ở vùng biển Đông Thái Bình Dương. Loài này được tìm thấy từ Costa Rica trải dài đến Ecuador. G. formosa sống xung quanh các rạn san hô ở những vùng nước gần bờ trên đáy cát và bùn, hoặc tập trung ở các khu vực cửa sông; độ sâu khoảng 10 m trở lại.

## Mô tả
Chiều dài lớn nhất từng được biết đến ở G. formosa là khoảng 26 cm. Thân thuôn dài, hình bầu dục. Mõm ngắn. Hàm có 4 răng nanh lớn, chắc khỏe. Da không có vảy cứng, được phủ các gai nhỏ. Vây đuôi thẳng, với 10 tia vây chính. Vùng đầu trên và nửa thân trên có màu xám sẫm với nhiều đốm đen với các vệt màu vàng; nửa thân dưới màu trắng. Các dải đen đôi khi xếp thành những vòng đồng tâm bao quanh trên lưng. Các vây có màu vàng lục.
Số gai ở vây lưng: 0; Số tia vây mềm ở vây lưng: 9 - 10; Số gai ở vây hậu môn: 0; Số tia vây mềm ở vây hậu môn: 9 - 10; Số tia vây mềm ở vây ngực: 13.
Thức ăn của G. formosa chủ yếu là các động vật không xương sống.